# Liste der Nummer-eins-Hits in Finnland (1974)
Dies ist eine Liste der Nummer-eins-Hits in Finnland im Jahr 1974. Sie basiert auf den offiziellen Single Top und den Album Top, die im Auftrag von Musiikkituottajat, der finnischen Landesgruppe der IFPI, erstellt werden.

## Singles
| | Liste der Nummer-eins-Hits in Finnland | Liste der Nummer-eins-Hits in Finnland | Liste der Nummer-eins-Hits in Finnland                                            | 1975 →                    |
| \| Zeitraum \| Wo. ges. \| Interpret \| Titel Autor(en) \| Zusätzliche Informationen \| \| (Zeitraum, Wochen auf Platz eins, Interpret, Titel, Autor[en], zusätzliche Informationen) \| \| \| \| \| \| ----------------------------------------------------------------------------------------- \| -------- \| --------------------------- \| --------------------------------------------------------------------------------- \| ------------------------- \| \| Januar 1974 1 Monat \| 1 \| Roberta Flack \| Killing Me Softly with His Song Musik: Charles Fox; Text: Norman Gimbel \| – \| \| Februar 1974 – April 1974 3 Monate \| 3 \| Kisu \| Uneen aika vaipuu \| – \| \| Mai 1974 – Juni 1974 2 Monate \| 2 \| ABBA \| Waterloo Benny Goran Bror Andersson, Stig Erik Leopold Anderson, Björn K. Ulvaeus \| – \| \| Juli 1974 1 Monat \| 1 \| Terry Jacks \| Seasons in the Sun Jacques Romain Brel; englischer Text: Rod McKuen \| – \| \| August 1974 – Oktober 1974 3 Monate \| 3 \| Juice Leskinen & Coitus Int \| Marilyn Måns Groundstroem \| – \| \| November 1974 – Februar 1975 4 Monate \| 4 \| Juice Leskinen & Coitus Int \| Jyrki boy Måns Groundstroem \| – \| |                                        |                                        |                                                                                   |                           |
| |                                        |                                        |                                                                                   | → 1975 →                  |
| Zeitraum | Wo. ges.                               | Interpret                              | Titel Autor(en)                                                                   | Zusätzliche Informationen |
| (Zeitraum, Wochen auf Platz eins, Interpret, Titel, Autor[en], zusätzliche Informationen) |                                        |                                        |                                                                                   |                           |
| Januar 1974 1 Monat | 1                                      | Roberta Flack                          | Killing Me Softly with His Song Musik: Charles Fox; Text: Norman Gimbel           | –                         |
| Februar 1974 – April 1974 3 Monate | 3                                      | Kisu                                   | Uneen aika vaipuu                                                                 | –                         |
| Mai 1974 – Juni 1974 2 Monate | 2                                      | ABBA                                   | Waterloo Benny Goran Bror Andersson, Stig Erik Leopold Anderson, Björn K. Ulvaeus | –                         |
| Juli 1974 1 Monat | 1                                      | Terry Jacks                            | Seasons in the Sun Jacques Romain Brel; englischer Text: Rod McKuen               | –                         |
| August 1974 – Oktober 1974 3 Monate | 3                                      | Juice Leskinen & Coitus Int            | Marilyn Måns Groundstroem                                                         | –                         |
| November 1974 – Februar 1975 4 Monate | 4                                      | Juice Leskinen & Coitus Int            | Jyrki boy Måns Groundstroem                                                       | –                         |

## Alben
| | Liste der Nummer-eins-Hits in Finnland | Liste der Nummer-eins-Hits in Finnland | Liste der Nummer-eins-Hits in Finnland | 1975 →                    |
| \| Zeitraum \| Wo. ges. \| Interpret \| Titel \| Zusätzliche Informationen \| \| (Zeitraum, Wochen auf Platz eins, Interpret, Titel, zusätzliche Informationen) \| \| \| \| \| \| ------------------------------------------------------------------------------ \| -------- \| ------------- \| ------------------- \| ------------------------- \| \| Dezember 1973 – März 1974 4 Monate \| 4 \| Hector \| Herra Mirandos \| – \| \| April 1974 – Juli 1974 4 Monate \| 4 \| Hector \| Hectorock I \| – \| \| August 1974 1 Monat \| 1 \| Demis Roussos \| Forever and Ever \| – \| \| September 1974 – November 1974 3 Monate \| 3 \| Demis Roussos \| My Only Fascination \| – \| \| Dezember 1974 1 Monat \| 1 \| Fredi \| Avaa sydämesi mulle \| – \| |                                        |                                        |                                        |                           |
| |                                        |                                        |                                        | → 1975 →                  |
| Zeitraum | Wo. ges.                               | Interpret                              | Titel                                  | Zusätzliche Informationen |
| (Zeitraum, Wochen auf Platz eins, Interpret, Titel, zusätzliche Informationen) |                                        |                                        |                                        |                           |
| Dezember 1973 – März 1974 4 Monate | 4                                      | Hector                                 | Herra Mirandos                         | –                         |
| April 1974 – Juli 1974 4 Monate | 4                                      | Hector                                 | Hectorock I                            | –                         |
| August 1974 1 Monat | 1                                      | Demis Roussos                          | Forever and Ever                       | –                         |
| September 1974 – November 1974 3 Monate | 3                                      | Demis Roussos                          | My Only Fascination                    | –                         |
| Dezember 1974 1 Monat | 1                                      | Fredi                                  | Avaa sydämesi mulle                    | –                         |

Siehe auch: Nummer-eins-Hits 1974 in  Australien, Belgien, Deutschland, Frankreich, Irland, Italien, Japan, Kanada, Neuseeland, den Niederlanden, Norwegen, Österreich, der Schweiz, Spanien, den Vereinigten Staaten und im Vereinigten Königreich.